# Banovići (pueblo)
Banovići es un pueblo de la municipalidad de Banovići, en el cantón de Tuzla, Bosnia y Herzegovina.

## Superficie
Posee una superficie de 12,84 kilómetros cuadrados.

## Demografía
Hasta 2013 la población era de 2510 habitantes, con una densidad de población de 195,6 habitantes por kilómetro cuadrado.